# Torre de agua de Vukovar
La torre de agua de Vukovar (en croata: Vukovarski vodotoranj) es una torre de agua en la ciudad croata de Vukovar. Es uno de los símbolos más famosos de Vukovar y demuestra el sufrimiento de la ciudad y del condado en la batalla de Vukovar y en la guerra de Croacia, cuando el depósito de agua y la propia ciudad fueron en gran parte destruidos por las fuerzas serbias.

## Historia
La torre de agua fue diseñada por la empresa Plan y construida por Hidrotehna Zagreb, a finales de los años 1960. Fue construida en un parque de la ciudad, conocido popularmente como Najpar-Basca, en el distrito de Mitnica.
Hasta la guerra, la parte superior de la torre albergaba un restaurante con vistas a Vukovar, Dunav y los viñedos de los alrededores.
Durante el ataque serbio contra Vukovar, la torre de agua fue uno de los blancos más frecuentes de la artillería enemiga. Fue golpeada más de 600 veces durante el asedio.
Durante el asedio de la ciudad, Ivica Ivanika de Mitnica, entonces de 23 años, fue el primero en ponerlo, y en repetidas ocasiones izó la bandera croata en la torre de agua bajo granadas, y luego Hrvoje Džalto lo acompañó.

## Futuro
Después de la reintegración de Vukovar en la República de Croacia, la reconstrucción de la torre de agua fue iniciada por el presidente croata Franjo Tuđman, pero esta no ha cambiado desde entonces. La torre de agua no se restaurará a su estado original y en su lugar será convertida en un área de memoria por el dolor y el sufrimiento que soportó Vukovar.

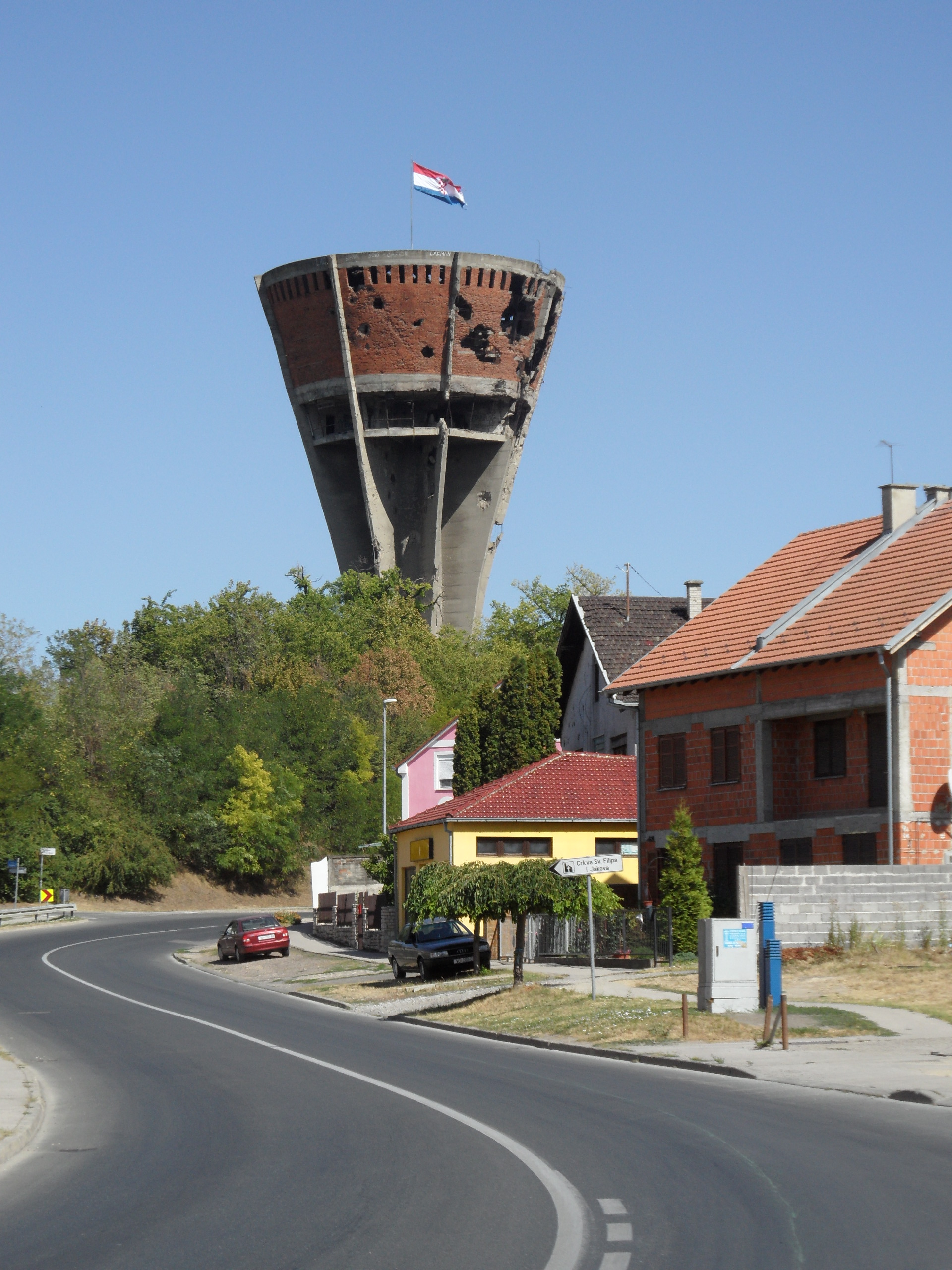
La torre de agua vista desde la carretera.